# Station Bad Pyrmont
Station Bad Pyrmont (Bahnhof Bad Pyrmont) is een spoorwegstation in de Duitse plaats Bad Pyrmont, in de deelstaat Nedersaksen. Het station ligt aan de spoorlijn Hannover - Soest. Van 1872-1892 lag station Bad Pyrmont op het grondgebied van buurstad Lügde. Na een wijziging van de gemeentegrenzen kwam dit in de gemeente Bad Pyrmont te liggen, en toen werd verderop voor Lügde een nieuw, eigen station gebouwd.  De wijk, waarin het station ligt wordt door de Emmer gescheiden van het in noordwestelijke richting liggende  centrum met de kuurinrichtingen.

## Indeling
Het station heeft één zijperron en één eilandperron met twee perronsporen (drie in totaal), welke deels zijn overkapt. Het eilandperron is te bereiken vanaf het stationsgebouw via een voetgangerstunnel, welke tevens voorzien is van liften. Aan de westzijde van het station bevinden zich een parkeerterrein, fietsenstallingen, taxistandplaats en diverse bushaltes. In het stationsgebouw is er een winkel en een loket.

## Verbindingen
Het station is onderdeel van de S-Bahn van Hannover, die wordt geëxploiteerd door DB Regio Nord. 

Lijnennetkaart S-Bahn Hannover; zie de naar linksonder lopende lijn

De volgende treinserie doet het station Bad Pyrmont aan:
| Serie | Treinsoort             | Route                                                                                               | Bijzonderheden                 |
| ----- | ---------------------- | --------------------------------------------------------------------------------------------------- | ------------------------------ |
| S5    | S-Bahn (DB Regio Nord) | Hannover Flughafen – Hannover Hbf – Hannover Bismarckstraße – Hamelen – Bad Pyrmont – Paderborn Hbf | Flughafen - Hamelen 2x per uur |